# Acanthocoleus aberrans
Acanthocoleus aberrans là một loài Rêu trong họ Lejeuneaceae. Loài này được (Lindenb. & Gottsche) Kruijt mô tả khoa học đầu tiên năm 1988.